# Változékony pöfeteg
A változékony pöfeteg (Lycoperdon excipuliforme) az csiperkefélék családjába tartozó, Európában és Észak-Amerikában honos, erdőkön, réteken élő, ehető gombafaj. 

## Megjelenése
A változékony pöfeteg termőteste 5-20 cm magas és 5-10 cm széles. Megnyúlt körte vagy vaskos mozsártörő, dobverő alakú, steril tönkrésze viszonylag hosszú, kb. 5 cm, de vannak rövid tönkű változatai is. Felszínét (a külső burok, exoperídium) puha, hegyes szemölcsök borítják, amelyek idővel lekopnak. Színe fiatalon fehér vagy krémszínű, hamar barnul. A belső burok (endoperídium) fehér, éretten barna. Idősen külső burka felreped, spóráit a szél és az eső szórja szét. A tönkrész vastagsága kb. feleakkora, mint a fejrészé. A spórák kibocsátása után a fejrész általában szétfoszlik, míg a szivacsos tönkrész egyben marad, sokszor a következő tavaszig. 
Húsa (gleba) fiatalon fehér, később sárgásolív, majd barna. A meddő tönkrészben sokáig fehér marad.
Spórapora olívbarna. Spórája nagyjából kerekded, szemölcsös felszínű, mérete 3,5 - 5,5 µm. 

### Hasonló fajok
A bimbós pöfeteg jóval kisebb és tönkrésze is rövidebb.  

## Elterjedése és termőhelye
Európában és Észak-Amerikában honos. Magyarországon nem gyakori.
Erdőkben, tisztásokon, erdőszéleken, mezőkön, legelőkön él. Júliustól októberig terem. 
Fiatalon, míg belseje fehér, ehető.    

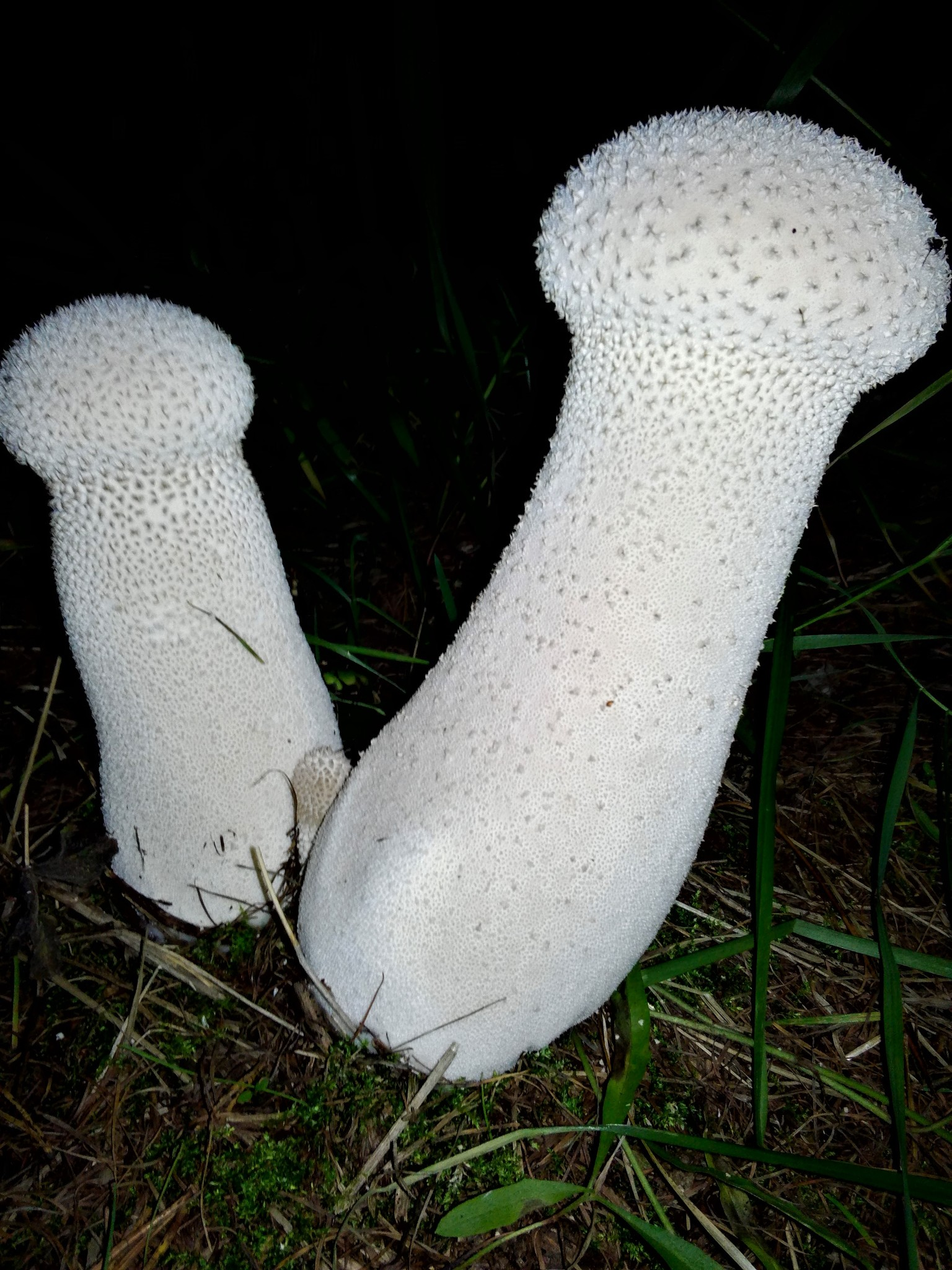
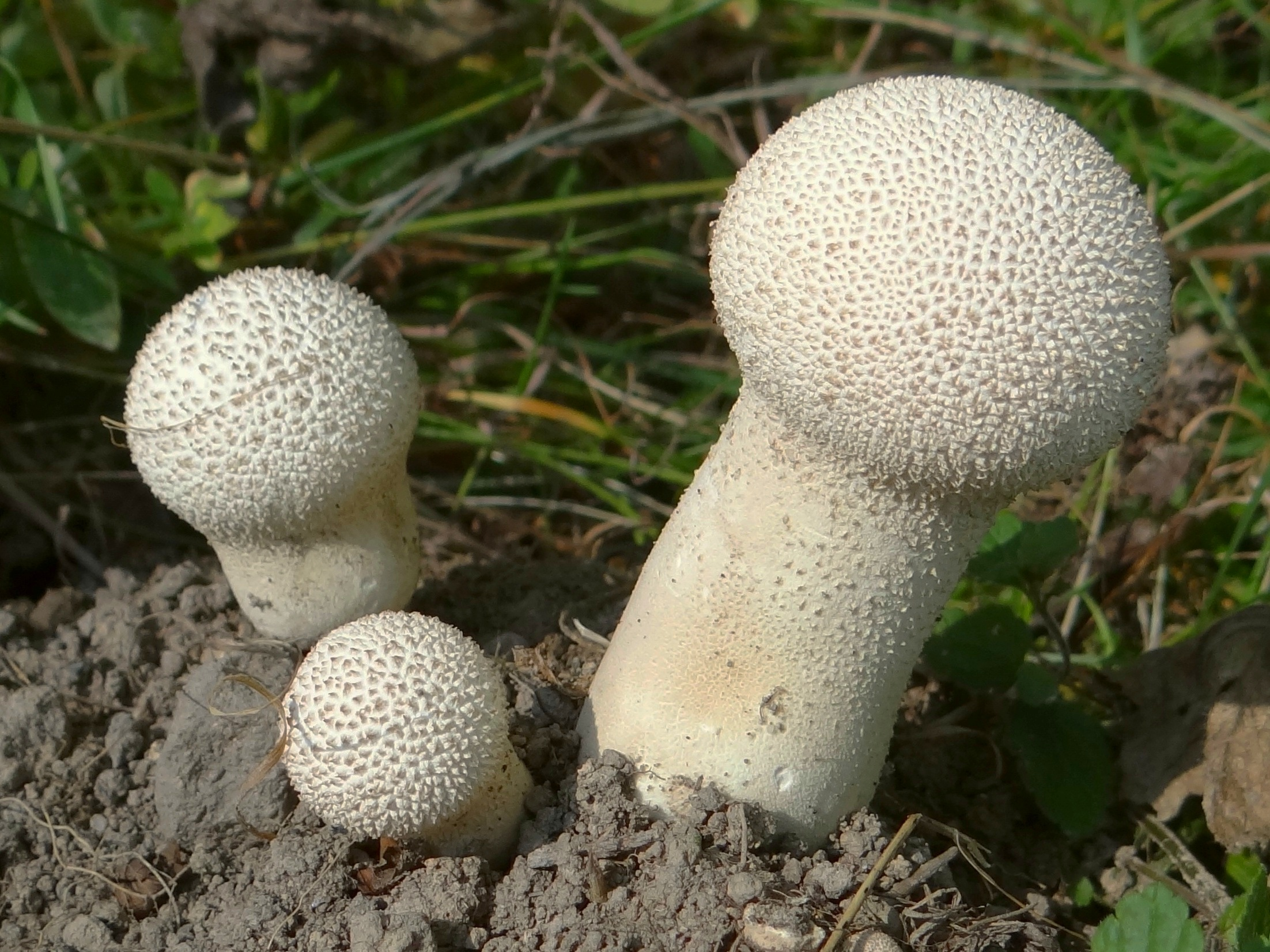
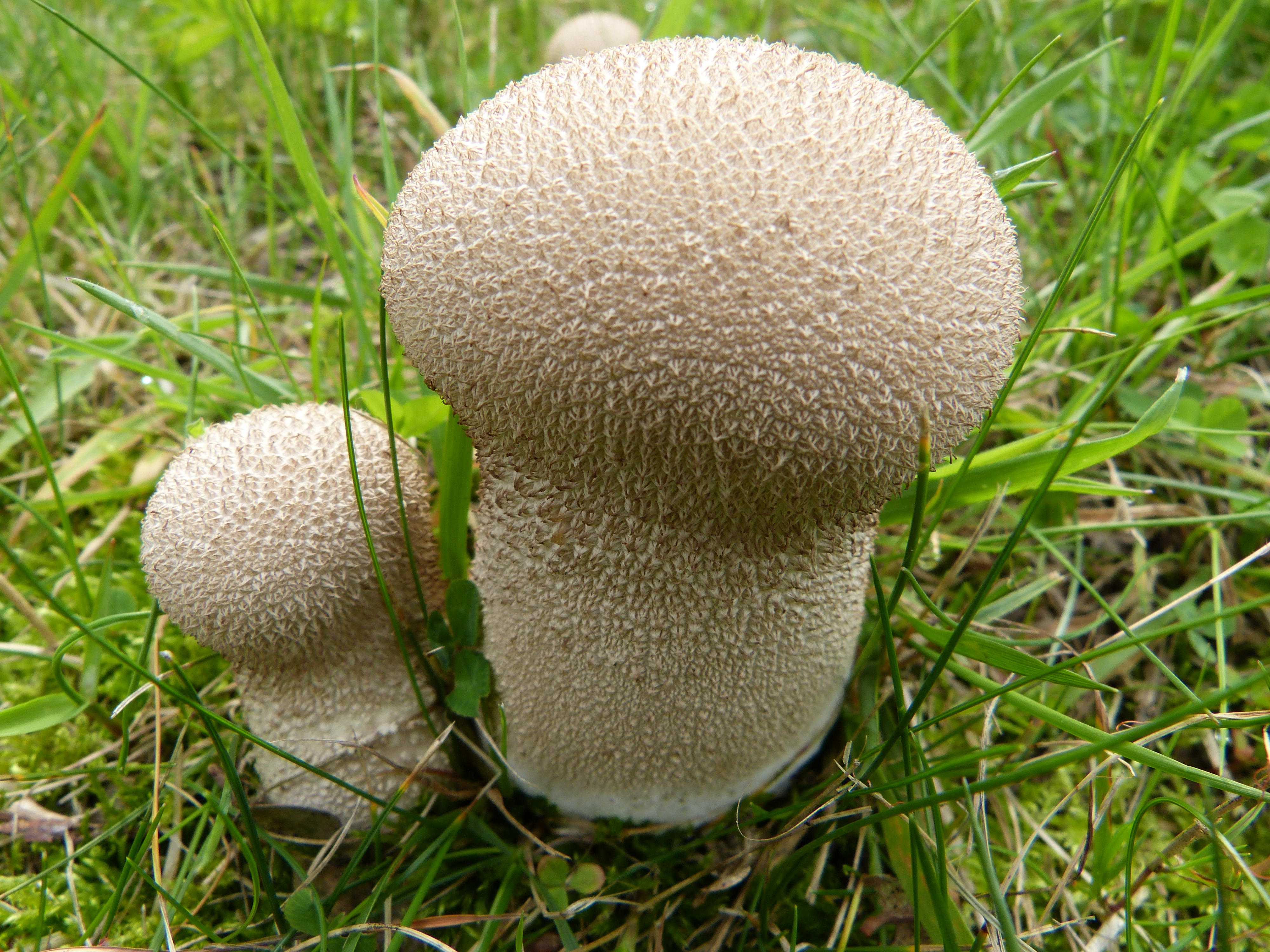
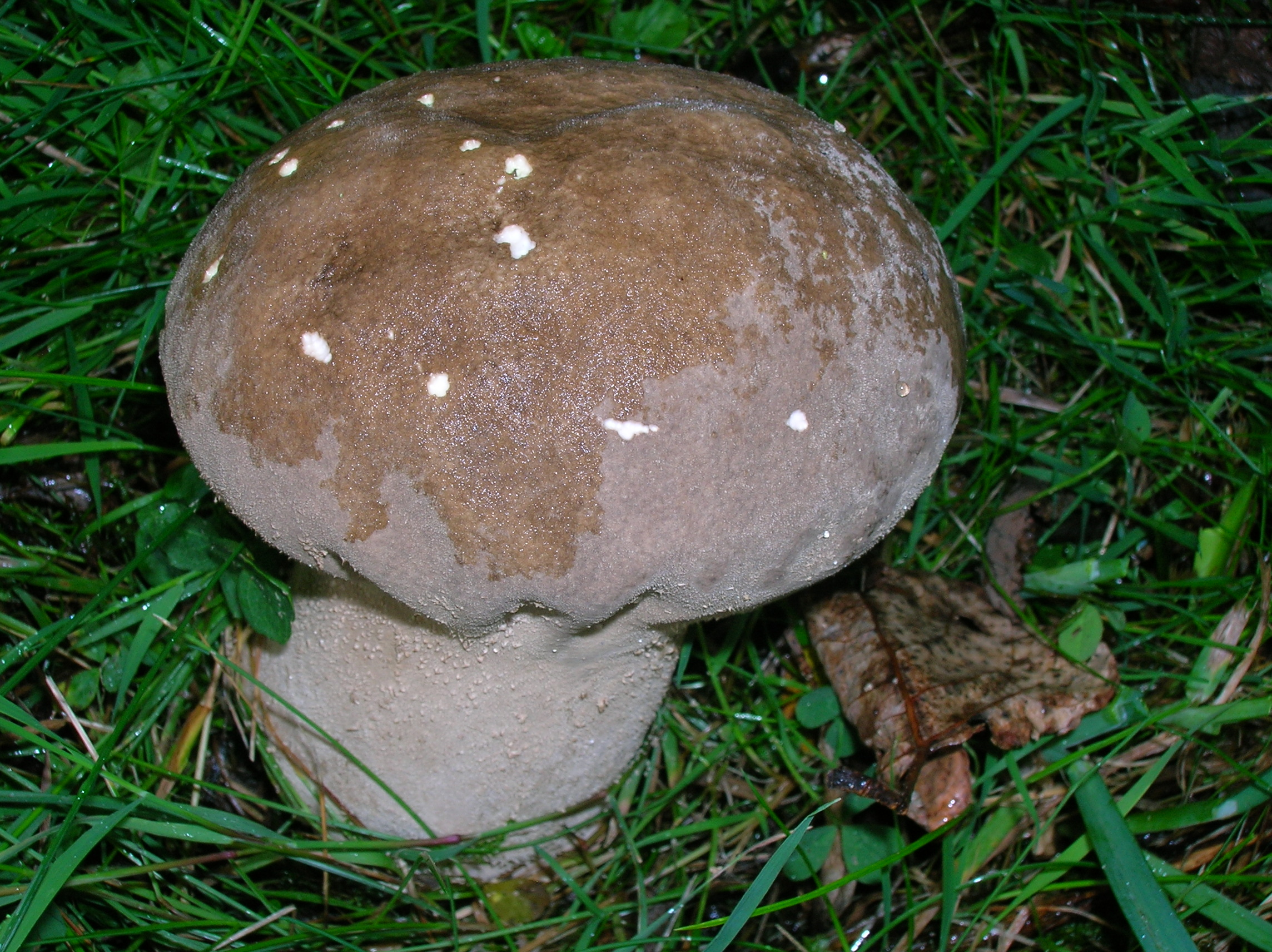
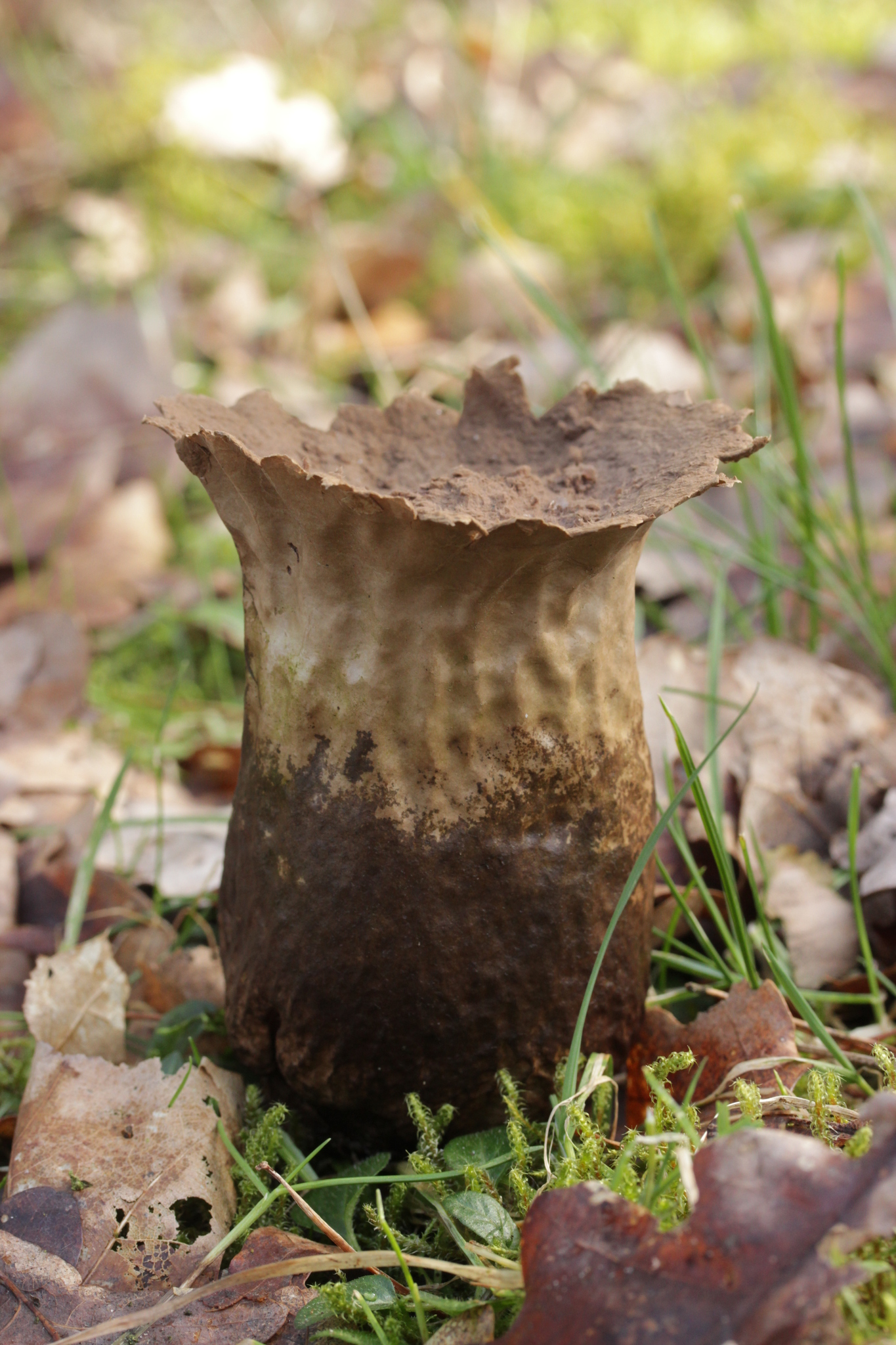